# GOsa
GOsa ist ein webbasiertes Administrationswerkzeug zur Verwaltung von Computer, Systemkomponenten, Benutzer und Benutzergruppen und wurde von der GONICUS GmbH aus Arnsberg entwickelt. Es basiert auf einer LDAP-Verzeichnisstruktur und ist größtenteils in PHP geschrieben. GOsa ist freie Software unter der GNU General Public License.

## Funktionen
GOsa ist modular aufgebaut. Die verschiedenen Funktionen können durch einzeln aktivierbare Module oder Plug-ins zugeschaltet werden.
GOsa bietet die Administration von:
- Desktop-Computer und Thin-Clients
- Applikationen
- Linux-Computern über Fully Automatic Installation
- Windows-Computern mittels OPSI
- Samba
- Asterisk

## Plug-ins
GOsa bietet beispielsweise folgende Plug-ins:
- addressbook
- apache2
- connectivity
- dak
- dfs
- dhcp
- dns
- fai
- glpi
- gofax
- gofon
- goto
- heimdal
- kolab
- ldapmanager
- log
- mail
- mit-krb5
- nagios
- netatalk
- opengroupware
- openxchange
- opsi
- phpgw
- phpscheduleit
- pptp
- pureftpd
- roleManagement
- samba
- scalix
- squid
- ssh
- sudo
- systems
- uw-imap
- webdav

## Anwendung
GOsa wird von der Stadt München zur Administration des Linux-Desktop im Rahmen des LiMux-Projektes eingesetzt.
Einige deutsche Universitäten, wie die Rheinische Friedrich-Wilhelms-Universität Bonn, und die Universität Stuttgart nutzen GOsa zur Benutzerverwaltung ihrer Online-Dienste.
Das GOsa-Projekt hat den „Trophées du Logiciel Libre 2009“ Preis in der Kategorie ‚Professional‘ erhalten.